# バイルシュタイン試験
バイルシュタイン試験 (Beilstein test) はフリードリヒ・バイルシュタインが考案した簡単なハロゲンの検出法である。

## 方法
銅線の端をバーナーでよく加熱し、表面に赤褐色の酸化銅(II) の皮膜が生じてから微量の試験物質を付着させる。再び炎の中で加熱すると、試験物質中に塩素、臭素、ヨウ素が存在すれば緑から青の炎色反応を示す。ただし、この試験法ではフッ素の検出はできない。

## 原理と注意点
酸化銅(II) がハロゲンを含む物質と反応し、ハロゲン化銅を作るという性質を利用している。ハロゲン化銅が炎の中で揮発することにより、銅の炎色反応が示される。フッ化銅は不揮発性なため、この試験法では検出できない。注意点としては、この試験法は鋭敏なので、ごく微量の不純物としてハロゲンが含まれている場合にも陽性になる可能性があること、ピリジン誘導体など酸化銅(II) と結合しやすい物質に対しても陽性になる可能性があることなどが挙げられる。
また、高校化学でも習う基本的な操作だが、その原理に不確実な点が多いことに注意するべきである。